# بيان العمل
بيان العمل (بالإنجليزية: Statement of work)‏ المعروفة اختصارا (SoW). هي وثيقة (ويعتد بها كوثيقة رسمية) لتحديد العمل والإنجازات المتوقعة والجدول الزمني التي يجب أن تنفذها شركة ما للعميل. 

## قالب بيان العمل
- نطاق العمل: وصف العمل الذي يجب القيام به بالتفصيل، تحديد الأجهزة والبرمجيات المطلوبة وطبيعة العمل بشكل دقيق
- مكان العمل:وصف المكان الذي يجب أن يجري فيه العمل، تحديد مكان الأجهزة والبرمجيات والأشخاص
- فترة القيام بالعمل:تحديد التاريخ المتوقع لبدء العمل وإتمامه، ساعات العمل، عدد ساعات العمل التي يمكن فوترتها كل أسبوع، أين يجب أن يجري العمل، وغير ذلك
- الجدول الزمني المخرجات:وضع قائمة بالمخرجات المحددة، ووصفها بالتفصيل، وتحديد الموعد المتوقع للانتهاء منها
- معايير المتقدم:تحديد أي معايير تتعلق بالشركة التي قد تقوم بالعمل
- معيار القبول:وصف كيف ستحدد منظمة المشتري إذا كان العمل مقبول أم لا
- متطلبات خاصة:مثل شهادات الأجهزة والبرمجيات، الحد الأدنى لخبرة أو مستوى الشخص، متطلبات تتعلق بالسفر، وغير ذلك

## روابط خارجية
- مقدمة في إدارة المشاريع الجامعة الافتراضية السورية